# Живоїн Мишич
Сер Живоїн Мишич (серб. Живојин Мишић; 19 січня 1855  Струганик — 20 січня 1921, Белград) — сербський воєначальник, воєвода.

## Біографія
Освіту здобув у військовому училищі в Белграді (1871). Випущений у піхоту.
Під час сербсько-турецької війни 1876 року командував Колубарським батальйоном, в російсько-турецьку війну 1877—1878 років — ротою 7-го піхотного полку.
Під час сербсько-болгарської війни 1885 року — командир роти, батальйону. Згодом переведений у Генштаб, деякий час командував полком, піхотною бригадою, обіймав посаду начальника штабу дивізійної області.
У 1898—1904 роках викладав у Військовій академії в Белграді, професор. Після військового перевороту 1903 року, під час якого був убитий Олександр Обренович, у відставці в чині полковника.
У 1907 році повернувся на військову службу. У 1907—1912 і 1913—1914 начальник оперативного відділу Головного Штабу, командувач дивізійної області, помічник начальника Генштабу. Під час Балканських воєн 1912—1913 років — помічник начальника штабу Верховного командування.
З оголошенням мобілізації в серпні 1914 року призначений помічником начальника штабу Верховного командування, але 15 листопада 1914 року переведений на посаду командувача 1-ї армії. Мишичу належить головна участь у перемозі біля Рудника, яка спричинила розгром австро-угорської армії та її вигнання з території Сербії.
Під час відступу в жовтні-грудні 1915 року під натиском із трьох сторін німецьких, австро-угорських і болгарських військ проявив велику мужність і почуття обов'язку. Після евакуації залишків сербської армії на острів Корфу Мишич лікувався у Франції і повернувся до своєї армії вже у вересні 1916 року, коли вона перебувала на Салонікському фронті.
З 1 січня 1918 року начальник штабу Верховного командування. Розробник плану прориву розташування болгарських військ, здійсненого у вересні 1918 року, який призвів до розгрому Болгарії. Був причетний до процесу над «Чорною рукою».
Після війни до кінця життя обіймав посаду начальника Головного штабу Королівства Сербів, Хорватів і Словенців. Автор праць із військової історії і тактиці.
Кавалер Зірки Карагеоргія — найвищого ордена Сербського Королівства.